# Edgar Degas
Edgar Degas (UK: /ˈdeɪɡɑː/, US: /deɪˈɡɑː, dəˈɡɑː/; tên khai sinh là Hilaire-Germain-Edgar De Gas, tiếng Pháp: [ilɛːʁ ʒɛʁmɛ̃ ɛdɡaʁ də ɡa]; 19 tháng 7 năm 1834 – 27 tháng 9 năm 1917) là một họa sĩ Ấn tượng người Pháp nổi tiếng nhờ những bức vẽ pastel và bức tranh sơn dầu.
Degas cũng có những tác phẩm điêu khắc đồng, bản in và bức vẽ. Degas đặc biệt gắn liền với chủ đề nhảy múa; với hơn một nửa số tác phẩm vẽ các vũ công. Mặc dù Degas được coi là một trong những người sáng lập ra trường phái Ấn tượng, ông bác bỏ thuật ngữ này, và muốn được coi là một họa sĩ hiện thực, và không vẽ nhiều tranh ngoài trời như các họa sĩ Ấn tượng khác.
Degas có kỹ năng phác thảo xuất sắc, và đặc biệt điêu luyện trong việc khắc họa chuyển động, như có thể thấy ở các vũ công đang biểu diễn và những người phụ nữ khỏa thân đang tắm trong tranh của ông. Ngoài vẽ vũ công ba lê và phụ nữ đang tắm, Degas còn vẽ những cuộc đua ngựa và những người đua ngựa, cũng như là bức chân dung. Những bức chân dung này đáng chú ý do có sự phức tạp tâm lý và mô tả về sự cô lập của con người.
Trong giai đoạn đầu của sự nghiệp, Degas muốn trở thành một họa sĩ lịch sử, và ông đã chuẩn bị kỹ càng cho nghề này với quá trình đào tạo học thuật nghiêm ngặt và nghiên cứu kĩ lưỡng về hội họa cổ điển. Khi bước sang tuổi ba mươi, ông thay đổi hướng đi và bằng cách áp dụng phương pháp truyền thống của một họa sĩ lịch sử vào chủ đề đương đại, ông trở thành một họa sĩ cổ điển của thời kỳ hiện đại.